# Astrid Lindgrens Kurzgeschichten
Astrid Lindgrens Kurzgeschichten beschreibt die Kurzgeschichten der schwedischen Schriftstellerin Astrid Lindgren. Die deutschen Übersetzungen stammen unter anderem von Anna-Liese Kornitzky, Holger Wolandt, Karl Kurt Peters, Senta Kapoun, Margot Franke, Silke von Hacht, Thyra Dohrenburg und Torborg Doehler. Illustriert wurden die Kurzgeschichten unter anderem von Ingrid Vang Nyman, Ilon Wikland, Pija Lindenbaum, Hans Arnold, Harald Wiberg, Lars Klinting, Marika Delin, Svend Otto S. und Marit Törnqvist.
Astrid Lindgren veröffentlichte viele Kurzgeschichten in Sammelwerken, wie Im Wald sind keine Räuber, Sammelaugust und andere Kinder oder Klingt meine Linde. Hinzu kommen Erzählungen, wie Der Drache mit den roten Augen, Allerliebste Schwester oder Nils Karlsson-Däumling, die als Bilderbuch herausgebracht wurden. Weitere Kurzgeschichten sind ausschließlich in Zeitungen, Zeitschriften oder Anthologien anderer Autoren erschienen. Ein paar dieser Werke, wie Mamas kleine Nickon (Mammas lilla Nickon) oder Heiligabend in Lilltorpet (Julafton i Lilltorpet) wurden ins Deutsche übersetzt. Andere, wie Maja bekommt einen Verlobten (Maja får en fästman) wurden teilweise übersetzt und ausführlich in Astrid Lindgren Biografien behandelt. Weitere, wie Anders wurden nicht übersetzt und es sind wenige Informationen über diese Werke in deutscher Sprache verfügbar.
In diesem Artikel werden insbesondere die Kurzgeschichten ausführlicher behandelt, die keine eigene Wikipediaseite haben. Die anderen Kurzgeschichten werden kurz beschrieben. Mehr Informationen sind auf den jeweiligen Wikipediaseiten der Kurzgeschichten zu finden.
Kapitel aus Romanen, wie Pippi Langstrumpf, Michel aus Lönneberga usw. werden hier nicht aufgeführt, auch wenn diese in einigen Büchern als einzelne Kurzgeschichte abgedruckt wurden oder als Bilderbuch erschienen sind. Hier werden nur komplett neue Geschichten, die nicht aus den Romanen stammen, aufgeführt, wie beispielsweise Guck mal, Madita, es schneit.
Die Liste ist nicht vollständig und wird stetig erweitert.

## Geschichte
Astrid Lindgren verfasste ihre ersten Kurzgeschichten bereits in ihrer Schulzeit. Für ihren ersten Job bei der Vimmerby Tidning schrieb sie jedoch hauptsächlich Kurzberichte. Ihre Kurzgeschichten wurden erstmals in den 1930er und 1940er Jahren in Zeitschriften und Zeitungen veröffentlicht. Sie schrieb unter anderem für Landsbygdens jul, ein Weihnachtsmagazin oder Damernas Värld, eine Frauenzeitschrift. Andere Geschichten schrieb sie für Anthologien. So bat ihre Freundin Elsa Olenius sie beispielsweise eine Geschichte für ihre Anthologie Rosen från bilen: noveller för ungdom beizusteuern und Astrid Lindgren schrieb Mamas kleine Nickon (schwedisch: Mammas lilla Nickon, 1955).
Während Astrid Lindgren in späteren Jahren fast ausschließlich Geschichten für Kinder schrieb, waren einige ihrer ersten Kurzgeschichten an Erwachsene gerichtet. Lindgren erklärte später in Interviews, dass sie nicht mehr für Erwachsene schreiben wollen würde. Mit Kindern habe sie die beste Leserschaft, die sie sich wünschen könnte. Kinder hätten viel Fantasie und den gleichen Humor wie Lindgren.
Mit Nein, ich will noch nicht ins Bett! (schwedisch: Jag vill inte gå och lägga mig!) veröffentlichte sie 1947 erstmals eine Kurzgeschichte als Bilderbuch. Illustriert wurde diese von Brigitta Nordenskjöld. Es folgten viele weitere Bilderbücher. Bis heute werden immer wieder Kurzgeschichten von Astrid Lindgren neu illustriert und neu herausgebracht. Die allermeisten Bilderbücher, die in Schweden veröffentlicht wurden, sind auch in Deutschland als Bilderbuch erschienen. Einige der wenigen Ausnahmen sind Peter und Petra (schwedisch: Peter och Petra, 2007), sowie Junker Nils von Eka (schwedisch: Junker Nils av Eka, 2007).
1949 brachte Lindgren ihr erstes Kurzgeschichtenbuch Im Wald sind keine Räuber (schwedisch: Nils Karlsson-Pyssling) heraus. Darauf folgten Sammelaugust und andere Kinder (schwedisch: Kajsa Kavat, 1950) und Klingt meine Linde (schwedisch: Sunnanäng, 1959). Später wurden die Geschichten aus diesen Büchern erneut in anderen Kurzgeschichtenbüchern abgedruckt. Einige dieser Geschichten wurden zudem als Bilderbuch veröffentlicht.
Doch Astrid Lindgren schrieb ihre Kurzgeschichten nicht nur für kommerzielle Zeitschriften, Zeitungen und Bücher. Im Dezember 1953 erhielt sie einen Brief von zwei dreizehnjährigen Lesern ihrer Bücher. Die beiden Jungen wollten eine Zeitschrift mit dem Titel Maskrerade draken (deutsch: Der maskierte Drache) erstellen und baten Astrid Lindgren, eine Geschichte beizusteuern. Astrid Lindgren schrieb Der Drache mit den roten Augen (schwedisch: Draken med de röda ögonen) und schickte diese Geschichte den Jungen. Erst 1985 wurde die Geschichte einer breiten Öffentlichkeit zugänglich gemacht, als Bilderbuch, illustriert von Ilon Wikland.
Zumeist möchte Lindgren mit ihren Geschichten keine politischen, erzieherischen, gesellschaftskritischen oder moralischen Aussagen treffen. Es gibt jedoch mindestens zwei Ausnahmen.
Die Geschichte Fröken Nettel vill inte skriva böcker schrieb Lindgren 1971 für die Sällskapet Nya Idun. Fröken Nettel vill inte skriva böcker wurde 1971 bei einer Sitzung vorgetragen und setzt sich kritisch mit der ständigen Suche nach neuen Autorennamen und neuen Buchtiteln, sowie mit dem kürzeren Leben der Bücher auseinander.
Mit der Kurzgeschichte Pomperipossa in Monismanien (schwedisch: Pomperipossa i Monismanien, 1976) schrieb Astrid Lindgren ein satirisches Märchen über die Steuerpolitik der damaligen Regierung für die schwedische Boulevardzeitung Expressen. Das Märchen hat dazu beigetragen, dass die Sozialdemokraten die Wahl zum Schwedischen Reichstag im Jahr 1976 verloren, zum ersten Mal seit 40 Jahren an der Macht.
Ihre letzte Kurzgeschichte schrieb Astrid Lindgren im Jahr 1993. In Ein Weihnachten in Småland vor langer Zeit (schwedisch: En jul i Småland för länge sen) erinnert sich Astrid Lindgren an ein Weihnachtserlebnis aus dem Jahr 1913. Die Geschichte erschien in der Anthologie Weihnachten, als ich klein war (schwedisch: En jul när jag var liten).

## Kurzgeschichten aus Zeitschriften und Zeitungen

### Heiligabend in Lilltorpet(Julafton i Lilltorpet)
Heiligabend in Lilltorpet (Julafton i Lilltorpet) ist eine Geschichte von Astrid Lindgren.
Handlung
Es ist Heiligabend. Katrina liegt im Sterben. Ihr Ehemann ist bereits vor zwei Jahren gestorben. Daher kümmert sich, die 13-jährige Anna-Märta um ihre jüngeren Geschwister, während der zehnjährige Sven mit einem Schlitten durch den Schnee in die Stadt fährt, um einen Arzt zu holen. Als Sven nachmittags zurückkehrt, bringt er keinen Arzt mit. Der Schlitten ist stecken geblieben. Doch für Katarina ist es eh zu spät. Sie kann Anna-Märta noch das Versprechen abringen, sich um ihre Geschwister zu kümmern, dann stirbt sie. Anna-Märta erklärt ihren Geschwistern, dass ihre Mutter im Himmel bei ihrem Vater ist. Dann bereitet sie alles für Heiligabend vor, um ihren Geschwistern trotz alledem ein fröhliches Weihnachtsfest zu ermöglichen. Die Kinder holen den Tannenbaum, zünden Kerzen an und essen Milchreis. Ihre Mama wird gemeinsam mit den Engeln um den Weihnachtsbaum tanzen, glauben die Kinder. Sie stellen sich vor wie gut diese es im Himmel haben wird. Dann singen sie Oh du fröhliche. Erst als alle ihre Geschwister schlafen, beginnt Anna-Märta leise zu weinen. Sie ist erst 13 Jahre alt, aber trotzdem eine kleine Heldin.
Hintergrund
Heiligabend in Lilltorpet wurde 1936 erstmals in der Zeitschrift Landsbygdens jul veröffentlicht. Illustriert wurde die Geschichte von Robert Kverrstad. 2013 erschien die Geschichte in dem Buch Jultomtens underbara bildradio och andra berättelser, 1933–1947, herausgegeben von Lena Törnqvist. Auf Deutsch ist die Geschichte 2015 in dem Buch Weihnachten bei den Elchen: die schönsten Wintergeschichten aus Skandinavien von Holger Wolandt erschienen. 2021 erschien sie erneut in dem Buch Nordlicht und Sternenzauber. 24 skandinavische Adventsgeschichten zum Aufschneiden.
Rezeption
Michael Mittelhaus findet die „traurig, aber dennoch schön“. Auch Jens Andersen lobt die „furchtbar traurige“ Geschichte. Die Erzählerin ziehe in dem „sentimentalen, sozialrealistischen“ Märchen „sämtliche Register“. Es sei das erste Mal, dass Astrid Lindgren in ihren frühen Geschichten einen „erwachsenen, auktorialen Erzähler“ zeige, der sich „dabei dennoch interessiert und solidarisch mit dem Kind beschäftigt und in einzelnen Sätzen nicht nur mitfühlend ist, sondern auch mitwissend“ reagiere. Es gebe keine „aufgeklebte“ Moral und keinerlei Schuldzuweisungen. Die Leser müssten kein schlechtes Gewissen haben, seien aber dazu eingeladen, Mitgefühl mit dem Kind zu haben, welches „allzu früh und brutal erwachsen wird und bis zum letzten Punkt die volle Aufmerksamkeit der Erzählerin bekommt.“ Vivi Edström meint, dass Astrid Lindgren sich in ihrer Geschichte vom traurigen zum leicht komischen bewege. Dennoch schaffe sie es nicht, das Gleichgewicht zwischen Emotion und Realismus zu halten.

### Ich darf tun, was ich will, sagte der Prinz(Jag får göra vad jag vill, sa prinsen)
Ich darf tun, was ich will, sagte der Prinz, auch Ich mache, was mir gefällt (Jag får göra vad jag vill, sa prinsen) ist eine Geschichte von Astrid Lindgren.
Handlung
Der kleine Prinz Hubertus macht viele Streiche. Er verstreut Niespulver auf dem Thron seines Vaters, steckt die Kleider der Hofdamen mit Sicherheitsnadeln zusammen, zupft dem Schlosswächter am Bart und vieles mehr. Er ist der Meinung, dass er als Prinz alles darf. Eines Tages spielt er auch dem Oberhofmarschall einen Streich und legt diesem einen Frosch ins Bett. Seine Mutter und sein Vater wollen ihn zur Rechenschaft ziehen. Sie fragen ihn, warum er das getan hat. Darauf antwortet der Prinz, dass er das getan habe, weil der Oberhofmarschall doof sei. Hubertus’ Vater und Mutter wissen nicht mehr, wie sie mit ihrem Sohn umgehen sollen. Daher rufen sie Fiorella, die Patentante des Prinzen und eine Fee. Diese erklärt, dass Hubertus im Schloss ohne Geschwister aufgewachsen sei. Niemand habe ihm beigebracht lieb und brav zu sein, daher könne man auch nicht von ihm verlangen so zu sein. Jedoch kenne sie eine Person, die ihm das beibringen könne. Noch in der Nacht und während er schläft, wird der Prinz in eine kleine Hütte gebracht. Als er aufwacht, ist er in einem kleinen Zimmer. Vor ihm stehen die Jungen Lasse und Nisse. Sie nennen ihn Hubbe und sagen, dass er spät dran ist. Er müsse sich beeilen, um den Brei essen zu können und danach Holz zu hacken. Als Hubertus sagt, dass er Prinz ist erklären die Jungen, dass er das nur geträumt habe. Hubertus geht in die Küche. Dort hat Frau Geschwind schon den Brei vorbereitet. Obwohl der Prinz eigentlich weder den Brei essen noch Holz hacken gehen will, lässt er sich von Frau Geschwind davon überzeugen, beides zu tun. Von nun an geht Hubertus jeden Tag Holz hacken. Außerdem lernt er Dinge selbstständig zu erledigen, wie zum Beispiel das Schälen der Kartoffeln. Hubertus glaubt Lasse und Nisse nun, dass er geträumt hat, dass er Prinz ist. Trotzdem vermisst er seine „Traummutter“ sehr. Einige Zeit später wacht er wieder in seinem Prinzenzimmer auf. Vor ihm sitzt seine Mutter. Hubertus ist überglücklich, diese zu sehen. Allerdings hat er Angst, Nisse und Lasse nicht mehr treffen zu können. Er hat die beiden sehr lieb gewonnen. Seine Mutter kann Hubertus jedoch beruhigen. Nisse und Lasse wohnen in der Nähe und Hubertus kann diese jeden Tag besuchen. Dann fragt Hubertus, ob der Oberhofmarschall immer noch böse auf ihn ist. Seine Mutter sagt, dass der Oberhofmarschall und Hubertus vielleicht noch Freunde werden, wenn Hubertus immer so lieb ist, wie sie es sich wünscht. Hubertus meint, dass das wohl so sein könne. Dann beugt er sich zur Mutter und flüstert, dass er den Oberhofmarschall trotzdem doof findet.
Hintergrund
Ich darf tun, was ich will, sagte der Prinz (Jag får göra vad jag vill, sa prinsen) wurde 1946 in der Zeitschrift Sagoprinsessan veröffentlicht. Diese Weihnachtszeitschrift entstand zu Beginn des 20. Jahrhunderts und wurde bis in die 1950er Jahre herausgebracht. Illustriert wurde die Geschichte von Ingrid Vang Nyman.
Im Oktober 2004 erschien die Geschichte in dem Buch Elche im Schnee. Die schönsten Wintergeschichten aus Schweden. erstmals in deutscher Übersetzung als Ich mache, was mir gefällt. Die Geschichte wurde erneut im Juli 2007 in dem Buch Schwedische Appetithappen unter dem Titel Ich darf tun, was ich will, sagte der Prinz veröffentlicht. Herausgegeben wurden beide Bücher von Holger Wolandt.
Am 2. Januar 2019 wurde die Geschichte in der Reihe Radiogeschichten vom Ö1 vorgestellt. Gelesen wurde die Geschichte von Chris Pichler.
Rezeption
Vivi Erdström findet es überraschend, dass die Geschichte mit moralisierend endet, da sie im selben Jahr wie Pippi Langstrumpf erschien. So lerne Hubertus zu gehorchen und seinen Brei zu essen.

### Johans Abenteuer am Weihnachtsabend(Johans äventyr på julafton)
Johans Abenteuer am Weihnachtsabend (Johans äventyr på julafton) ist eine Geschichte von Astrid Lindgren.
Handlung
Am Weihnachtsabend stellt Johan dem Hofwichtel (schwedisch: Tomte) einen Teller Milchreis auf. Da er den Wichtel unbedingt sehen möchte, versteckt er sich im Stroh. Er ist ganz aufgeregt, als der Wichtel plötzlich kommt. Dieser unterhält sich mit den Tieren im Stall. Die Tiere erzählen davon, wie sehr Johan sie immer wieder ärgert. Er tritt die Kuh Gullos, der Kuh Stjärnan haut er mit Stöcken auf den Rücken, das Pferd schlägt er mit der Peitsche, die Schafe jagt er, seinen Kaninchen gibt er zu wenig zu essen, die Katze zieht er am Schwanz und den Hund bewirft er mit einem Stein. Johan schämt sich sehr, eigentlich wollte er den Tieren nicht weh tun. Plötzlich zuckt Johan zusammen. Im Stall ist es ruhig. Johan fragt sich, ob er eingeschlafen ist. Doch der Teller ist leer. Johan glaubt, der Wichtel habe den Milchreis gegessen. Er beschließt nie wieder gemein zu den Tieren zu sein und geht hinein. Im Stall sitzt der Kater und leckt sich satt den Bart.
Hintergrund
Johans Abenteuer am Weihnachtsabend wurde 1933 erstmals in der Zeitschrift Landsbygdens jul veröffentlicht. Illustriert wurde die Geschichte von Charlie Ericson. 2013 erschien die Geschichte in dem Buch Jultomtens underbara bildradio och andra berättelser, 1933–1947, herausgegeben von Lena Törnqvist. Im Oktober 2011 erschien die Geschichte in dem Buch Weihnachten im hohen Norden erstmals in deutscher Übersetzung. Herausgegeben wurde das Buch von Christel Hildebrandt.
Rezeption
Laut Jens Andersen vermittelt diese Geschichte „schlichte und hölzerne Botschaften“, wie „dass der Mensch sich bereits in seiner Kindheit ein Bein stellen kann, wenn er unartig und böse zu anderen ist“. Lena Törnqvist meint, dass man der Geschichte anmerken würde, dass sie von Viktor Rydbergs Gedicht Lille Viggs äventyr på julafton („Klein-Viggs Abenteuer am Heiligabend“) inspiriert worden sei. Es sei eine sehr konventionelle Geschichte.

### Pumpernickel und seine Brüder(Pumpernickel och hans bröder)
Pumpernickel und seine Brüder (Pumpernickel och hans bröder) ist eine Geschichte von Astrid Lindgren.
Handlung
Das kleine Schwein Pumpernickel liebt Abenteuer. Eines Abends, als seine Brüder schon schlafen, schleicht er sich hinaus in den Wald. Zunächst findet er es aufregend, doch schon bald merkt er, dass er sich verlaufen hat. Auf dem Hof findet der Hofwichtel (schwedisch: Tomte) heraus, dass Pumpernickel nicht bei seinen Brüdern ist. Er macht sich auf den Weg, um diesen zu finden. Derweil bekommt es Pumpernickel mit der Angst zu tun. Er hört ein Wolfsgeheul und denkt an den bösen Wolf, von dem ihm seine Mutter bereits viel erzählt hat. Gerade als er sich ganz verloren fühlt, findet ihn der Hofwichtel. Gemeinsam mit Pumpernickel geht er zu seinem Freund, dem Waldwichtel. Dort essen sie zusammen bis Pumpernickel mit dem Hofwichtel zurück nach Hause läuft.
Hintergrund
Pumpernickel und seine Brüder wurde 1933 erstmals in der Zeitschrift Landsbygdens jul veröffentlicht. Illustriert wurde die Geschichte von Charlie Ericson. 1953 erschien die Geschichte erneut in der Zeitschrift, unter dem Pseudonym Asta Lindelöv. 1986 druckte die Zeitschrift Land die Geschichte in ihrer Ausgabe 51/52 erneut ab. Außerdem schrieb Lindgren ihre Gedanken zu der Geschichte. Sie bezeichnete diese als „Jugendsünde“. 35 schwedische Kronen habe sie für die Geschichte erhalten. Das Geld für diese Art von Geschichten habe sie gebraucht, um ihre beiden Kinder großziehen zu können. 2013 wurde die Erzählung in dem Buch Jultomtens underbara bildradio och andra berättelser, 1933–1947 veröffentlicht, herausgegeben von Lena Törnqvist. Auf Deutsch erschien die Geschichte erstmals im Jahr 2009 in der Anthologie Mittsommer bei den Elchen. Die schönster Sommergeschichten aus Skandinavien, herausgegeben von Holger Wolandt.
Rezeption
Vivi Edström meint, die Geschichte sei ein lehrreiches und amüsantes Abenteuer.

### Maja bekommt einen Verlobten(Maja får en fästman)
Maja bekommt einen Verlobten (Maja får en fästman) ist eine Geschichte von Astrid Lindgren.
Handlung
Jerker ist fünf Jahre alt. Er liebt Maja, die Dienstmagd seiner Mutter, denn diese ist immer für ihn da. Eines Tages hört er, wie seine Mutter sich mit anderen feinen Damen über Maja unterhält. Die Frauen meinen, dass Maja hässlich und tollpatschig ist. Deshalb wird sie nie einen Verlobten finden, glauben die Damen. Jerker ist entsetzt, denn er findet Maja wunderschön. Er sorgt sich um Maja und darum, dass sie traurig sein könnte, dass sie keinen Verlobten hat. Er weiß zwar nicht, was ein Verlobter ist, aber er beschließt selbigen für Maja zu besorgen. Das wäre ein tolles Weihnachtsgeschenk, findet er. Jedoch kann er niemanden fragen, wo er einen Verlobten bekommt. Seine Mutter hat in der Vergangenheit oft gelacht, wenn er ihr Fragen gestellt hat. Maja könnte traurig werden, wenn er sie auf ihren nicht vorhandenen Verlobten anspricht. Jerker denkt nach. Er hat noch fünf Öre. Damit kann er sich sicher einen Verlobten kaufen. Er geht zum nächsten Geschäft und fragt dort nach, ob er dort für fünf Öre einen Verlobten kaufen kann. Zu Jerkers Verwunderung lacht der Kaufmann ihn nicht aus, was Erwachsene sonst häufig tun, wenn Kinder Fragen stellen. Der Kaufmann fragt Jerker warum dieser einen Verlobten kaufen will und Jerker berichtet diesem von der Situation. Da erklärt der Kaufmann, dass Jerkers fünf Öre für einen Verlobten reichen würden. Er würde am Heiligabend um 10.00 Uhr kommen und Maja einen Verlobten bringen. Jerker sagt, dass er dann schon schläft, aber der Kaufmann erklärt ihm, dass er es vorher nicht schafft. Jerker willigt ein. Überglücklich geht er nach Hause, denn bald wird auch Maja einen Verlobten haben, so wie alle anderen Mädchen auch.
Hintergrund
Maja bekommt einen Verlobten wurde 1937 erstmals in der Zeitschrift Landsbygdens jul veröffentlicht. Illustriert wurde sie von Charlie Ericson. 2014 erschien die Geschichte in dem Buch Före grupp 8 – mycket före. Kåserier och noveller för vuxna, herausgegeben von Lena Törnqvist und Gallie Eng. Auf Deutsch ist die Geschichte 2017 in der Astrid-Lindgren-Biografie Astrid Lindgren. Ihr Leben von Jens Andersen erschienen. Es wurden dabei einige Abschnitte wortwörtlich übersetzt, andere wurden zusammengefasst.
Rezeption
Jens Andersen, nennt Maja bekommt einen Verlobten eine der oft „übersehenen Perlen“ unter Astrid Lindgrens frühen Werken. „In der entwaffnenden Erzählung“ würden „die diametralen Vorstellungswelten von Kindern und Erwachsenen aufeinander“ prallen fänden jedoch trotzdem zueinander. Die Geschichte sei „das erste Beispiel dafür, wie sich Astrid Lindgren in ein kindliches Gemüt“ hineindenke „und die Wirklichkeit mit der Logik eines Kindes“ interpretiere.

### Pomperipossa in Monismanien(Pomperipossa i Monismanien)
Pomperipossa in Monismanien ist ein satirisches Märchen über Steuern von Astrid Lindgren. Es wurde zuerst in der Tageszeitung Expressen veröffentlicht. In Deutschland erschien die Geschichte unter anderem in der Zeitung Die Welt.

### Anders
Anders ist eine Geschichte von Astrid Lindgren.
Handlung
Die Ferien sind vorbei und die Schule geht bald wieder los. Anders macht sich Sorgen, denn sie bekommen eine neue Lehrerin. Mit seiner Lehrerin kam er nie gut klar. Er konnte sich nie die Dinge merken, die sie von ihm wissen wollte. Außerdem verunsicherte er die Lehrerin mit Fragen. So fragte er eines Tages zum Beispiel ob auch Engel Zahnschmerzen bekommen. Manchmal schlief er im Unterricht ein, oder lachte plötzlich laut auf, als er an etwas Lustiges dachte. Daher geht Anders mit missmutigen Gedanken zur Schule.
In der Schule macht sich die 24-jährige, neue Lehrerin derweil Gedanken über ihre erste Stelle als Lehrerin. Sie hat viel Negatives von den Menschen und Schülern im Dorf gehört. Insbesondere Anders sei ein schwieriges Kind und müsse intensiv betreut werden. Doch als die sechzehn Kinder vor der Lehrerin sitzen erkennt sie, dass sie die Kinder lieben wird.
Anders ist begeistert von der neuen Lehrerin, die lächelnd vor der Klasse sitzt. Allerdings hat er auch Angst, denn er weiß, dass Erwachsene, insbesondere Lehrer sich häufig über ihn ärgern, auch wenn er nicht weiß warum. Er möchte nicht, dass die neue Lehrerin böse auf ihn wird. Als die Lehrerin ihn fragt, wie Jesus Eltern heißen antwortet er „Jocke und Majken“. Erst an dem Kichern seiner Mitschüler erkennt er, dass er etwas Verrücktes gesagt hat. Dann unterrichtet die Lehrerin Naturwissenschaften. Am Ende der Unterrichtsstunde sollen die Schüler einen Aufsatz über den gelernten Unterrichtsstoff schreiben. Die Lehrerin beobachtet Anders. Sie glaubt, dass dieser es schwer hat. Die Lehrerin lernt ihre Schüler immer besser kennen und hilft ihnen sich gut weiterzuentwickeln.
Eines Tages sitzt die Lehrerin mit blassem Gesicht vor der Klasse. Sie wirkt traurig und verzweifelt. Die Kinder erfahren nur, dass sie einen Brief mit schwarzen Rändern erhalten hat. Sie verstehen nicht, warum der Unterricht plötzlich nicht mehr so lustig ist, wie zuvor. Für Anders ist es ganz schlimm. Er taucht in seine eigene Fantasiewelt ab und nimmt nichts mehr von dem Unterricht mit.
Die Lehrerin fühlt sich schlecht, sie weiß, dass sie die Kinder vernachlässigt. Jedoch kann sie nur an ihren eigenen Kummer denken.
Da klopft es eines Tages an der Haustür der Lehrerin. Vor der Tür liegt ein Blumenstrauß mit einem lieben Brief von Anders. Der Brief macht der Lehrerin wieder Mut. Sie erkennt, dass die Schüler sie brauchen und ist zutiefst gerührt. Sie beschließt ihre Trauer in den Griff zu bekommen und für die Kinder da zu sein. Endlich lächelt sie wieder. Der Brief hat ihr neuen Lebensmut gebracht.
Hintergrund
Anders wurde 1940 erstmals in der Zeitschrift Landsbygdens jul veröffentlicht. 2014 erschien die Geschichte in dem Buch Före grupp 8 – mycket före. Kåserier och noveller för vuxna, herausgegeben von Lena Törnqvist und Gallie Eng.

### Filiokus
Filiokus ist eine Geschichte von Astrid Lindgren.
Handlung
Kalle ist ein frecher zehnjähriger Junge. Sein Vater ist bereits seit mehreren Jahren tot. Kalle behandelt seine Mutter Brita wie einen Dienstboten. Er hört nicht auf sie und ist ihr gegenüber unfreundlich. Brita weiß sich nicht mehr zu helfen, sie fragt sich, was später aus ihrem Jungen wird. Daher macht sie sich auf den Weg zu Finn-Tilda, einer alten Frau, die den Ruf hat klüger als gewöhnliche Menschen zu sein. Finn-Tilda gibt ihr eine Wanduhr mit. Diese hängt Brita in die Küche. Als Kalle in die Küche kommt, wundert er sich darüber, dass die Uhr keine Zeiger hat. Dann öffnet sich plötzlich das Zifferblatt. Ein kleiner Junge, kaum größer als eine Hand, kommt aus der Uhr und sagt, dass es jetzt Viertel nach Vier ist. Dann stellt der Junge sich vor. Er heißt Filiokus. Als Brita hereinkommt, berichtet Kalle ihr begeistert von der Uhr. Doch als Brita ihn fragt, ob sie ihm helfen kann, Brennholz zu holen lehnt er mit der Begründung ab, dass er müde ist und seine Mutter das doch tun kann. Da kommt Filiokus aus der Uhr und sagt, dass seine Mutter das natürlich machen könne, sowie sie zuvor Brot für ihn mache, sein Sandwich zubereite, seine Hemden und Socken wäscht. Dann lacht Filiokus laut auf. Kalle ist peinlich berührt und erledigt seine Aufgaben. Genauso verhält es sich immer wieder, wenn Kalle seine Aufgaben nicht erledigen, sich nicht waschen, nicht schlafen gehen oder nicht aufstehen möchte. Filiokus kann Kalle immer wieder überzeugen, seiner Mutter zu helfen und schließlich bietet Kalle selber an, für sie das Wasser aus dem Brunnen zu holen oder die Hütte zu putzen. Dafür wird er von Filiokus gelobt. Kalle ist stolz auf sich. Er freut sich, zu sehen, wie glücklich seine Mutter nun ist. Deshalb möchte er nun alles tun, damit seine Mutter so zufrieden bleibt, wie sie nun ist. Ein Jahr nach Britas Besuch bei Finn-Tilda kommt diese, um die Uhr mit Filiokus abzuholen.
Hintergrund
Filiokus wurde 1934 erstmals in der Zeitschrift Landsbygdens Jul veröffentlicht. Illustriert wurde die Geschichte von Charlie Ericson. 2013 erschien die Geschichte in dem Buch Jultomtens underbara bildradio och andra berättelser, 1933–1947, herausgegeben von Lena Törnqvist.
Rezeption
Vivi Edström nennt die Geschichte schrecklich moralisch.

### Hur Jonas Petter lurade Natt-Jerker
Hur Jonas Petter lurade Natt-Jerker (Wie Jonas Petter Natt-Jerker zum Narren hielt) ist eine Geschichte von Astrid Lindgren und weiteren Autoren. Astrid Lindgren schrieb den ersten Teil der Geschichte, die dann von anderen Autoren fortgeführt wurde.
Handlung
Der Räuberhauptmann Natt-Jerker lebt in den Wäldern von Morokulien. Gemeinsam mit seinen Räubern raubt er die Bauernhöfe in der Umgebung aus. Daher leben die Leute in ständiger Angst vor ihm und seinen Räubern. Auch Bauer Rik-Erik wohnt mit seinem zwölf Jahre alten Sohn Jonas Petter in der Nähe. Rik-Erik besitzt eine goldene Truhe mit Perlen und kostbaren Juwelen. Nur Rik-Erik und sein Sohn Jonas Petter wissen, wo sich die Truhe befindet. Als Rik-Erik eines Tages verreisen muss, übergibt er Jonas Petter den Schlüssel zur Truhe. Er erklärt diesem, dass er gut auf den Schlüssel Acht geben muss. Außerdem soll Jonas Petter seine Mutter und Schwestern beschützen. In der Nacht kann Jonas Petter nicht schlafen. Er hält den Schlüssel fest in seiner Hand. Da hört er plötzlich das Klappern von Pferdehufen und die Reiter scheinen rasend schnell näher zu kommen.
Hintergrund
Astrid Lindgrens Teil der Geschichte Hur Jonas Petter lurade Natt-Jerker wurde am 5. Dezember 1959 erstmals in der Zeitschrift Morojulirn Posten veröffentlicht. In den darauf folgenden Ausgaben wurde die Geschichte von weiteren Autoren fortgeführt.

### Kampen om Fredrik
Kampen om Fredrik (Der Kampf um Fredrik) ist eine Geschichte von Astrid Lindgren.
Handlung
Juttan erklärt der zukünftigen Braut, wie sie um deren zukünftigen Ehemann Frederik kämpfen muss, damit er diese nicht frühzeitig verlässt. Sie hat dabei jedoch einige merkwürdige Einfälle!
Hintergrund
Kampen om Fredrik wurde am 13. November 1947 erstmals in der Zeitschrift Damernas Värld veröffentlicht. Illustriert wurde die Geschichte von Sonja Ceder. 2014 erschien die Geschichte in dem Buch Före grupp 8 – mycket före. Kåserier och noveller för vuxna, herausgegeben von Lena Törnqvist und Gallie Eng.

### Dialog på Bröllopsdagen
Dialog på Bröllopsdagen (Dialog am Hochzeitstag) ist eine Geschichte von Astrid Lindgren.
Handlung
Am 14. Mai 1947 lernt Mats seine zukünftige Partnerin kennen, als er auf dem Weg zur Apotheke ist. Diese spricht ihn auf der Straße an, denn sie hat sich mit ihrer Freundin darüber unterhalten, welche Eigenschaften Frauen haben müssen, damit Männer sie heiraten. Die beiden wollen auch eine Antwort von einem Mann hören und fragen Mats. Mats findet die ihm noch unbekannte Frau süß und fragt sie, ob sie einen Spaziergang durch Djurgården machen können. Er erklärt außerdem, dass seine Zukünftige ihr ähnlich sein soll. Die beiden erleben einen wunderschönen Frühling zusammen und verloben sich. An ihrem Hochzeitstag erinnern sie sich an diese Zeit. Mats Ehefrau berichtet Mats jedoch über ein Erlebnis, von dem sie glaubt, es mit ihm erlebt zu haben. Jedoch war das Erlebnis eigentlich mit ihrem Exfreund Ludde. Mats wird eifersüchtig. Er fragt seine Ehefrau, was sie denn sagen würde er habe sie im Södertälje-Tunnel geküsst, aber es wäre eigentlich Anna-Lisa. Nun wird Mats Zukünftige eifersüchtig. Die beiden streiten sich. Am Ende entschuldigen sie sich beieinander und versichern sich, dass sie nur einander lieben.
Hintergrund
Dialog på Bröllopsdagen wurde 1948 erstmals in Ausgabe 39 der Zeitschrift Damernas Värld veröffentlicht. 2014 erschien die Geschichte in dem Buch Före grupp 8 – mycket före. Kåserier och noveller för vuxna, herausgegeben von Lena Törnqvist und Gallie Eng.

### Mitt fiasko som fru
Mitt fiasko som fru (Mein Versagen als Frau) ist eine Geschichte von Astrid Lindgren.
Handlung
Es handelt sich um ein Antwortschreiben auf einen Artikel in der Wochenzeitung Idun. Zu dieser Zeit war es üblich, dass Männer auf der Arbeit weiße Hemden anzogen. Diese sollten steife Kragen und Manschetten haben. Dafür wurden die Hemden oft in Reinigungsfirmen mit Spezialmaschinen glatt gedrückt. Dadurch brachen die Knöpfe ab. Für das Ersetzen der Knöpfe wurden in der Regel die Frauen verantwortlich gemacht.
Eine Frau erklärt, dass sich ihr Versagen als Ehefrau, immer Morgens zeigt, wenn ihr Ehemann ein Herrenhemd anziehen möchte. Sie beschreibt wie er vor einem großen Hemdenstapel steht und jedes Hemd anschaut. Die Hemden sind in einer Reinigung gewesen, aber bei jedem Hemd stimmt etwas nicht. Mal fehlen Knöpfe, mal sind Knöpfe nur noch halb vorhanden, mal ist der Kragen des Hemdes eingelaufen. Nach dem Inspizieren der Hemden lässt der Mann jedes einzelne Hemd auf den Boden fallen. Die Frau fühlt sich immer schlechter. Sie hat die Hemden nicht gewaschen, fühlt sich aber persönlich für alle Hemden verantwortlich. Dann passiert ein Wunder. Der Mann findet ein nützliches Hemd und verlässt das Haus. Die Frau sieht sich im Zimmer um. Es sieht aus wie in einem Schlachtfeld, mit den vielen weißen Hemden auf dem Boden. Dann zieht die Frau sich an. Sie sieht, dass auch an ihrer Bluse Knöpfe fehlen. Sehr ruhig, sehr weiblich und unterwürfig, sitzt sie in einer Ecke und näht die Knöpfe ein, wobei sie tief über ihr Versagen als Frau nachdenkt.
Hintergrund
Mitt fiasko som fru wurde 1949 erstmals in Ausgabe 49 der Wochenzeitung Idun veröffentlicht. 2014 erschien die Geschichte in dem Buch Före grupp 8 – mycket före. Kåserier och noveller för vuxna, herausgegeben von Lena Törnqvist und Gallie Eng.

### Johansson blir vetlös
Johansson blir vetlös (Johansson wird wütend) ist eine Geschichte von Astrid Lindgren.
Handlung
Die Geschichte erzählt von Johansson und seiner Ehefrau Manda. Johansson trinkt viel Alkohol. Vor Manda versteckt er den Alkohol. Manda spioniert ihm jedoch nach und versucht seine Verstecke zu finden. Diese Art von Versteckspiel bereitet der Ehe die Art von Nervenkitzel, die es sonst nicht gegeben hätte. Manda neckt Johansson wegen seines Alkoholkonsums, was Johansson wütend macht. Er schlägt seine Ehefrau. Johansson ist am Boden zerstört, weil er seiner Ehefrau Gewalt angetan hat. Er entschuldigt sich zwar nicht bei ihr, berichtet aber seinem alten Nachbarn Nils-Enok davon. Johansson verspricht diesem, seine Ehefrau nie wieder zu schlagen, egal was auch passiert. Es fällt ihm jedoch schwer, das Versprechen einzuhalten. Manda redet nach der Gewalttat nicht mehr mit ihm, sondern ignoriert ihn. Einige Zeit später verhält sie sich ihm gegenüber wie immer. Eines Tages erwischt Manda Johansson wieder mit einer Flasche Alkohol. Sie schlägt diese entzwei. Johansson brüllt so laut, dass Manda erschrocken wegrennt. Johansson rennt ihr hinterher. Manda flüchtet aufs Dach. Johanssons lautes Brüllen macht auch die Nachbarn neugierig. Sie schauen aus den Fenstern und beobachten das Paar. Manda sagt ihrem Ehemann, dass er nach Hause gehen und sich hinlegen soll.
Hintergrund
Johansson blir vetlös wurde 1955 erstmals in der letzten Ausgabe der Zeitschrift Söndagsnisse-Strix veröffentlicht. Per-Martin Hamberg, ein guter Freund von Astrid Lindgren, gab Lindgren dafür den Auftrag. Illustriert wurde die Geschichte von Gösta Kriland. 2014 erschien die Geschichte in dem Buch Före grupp 8 – mycket före. Kåserier och noveller för vuxna, herausgegeben von Lena Törnqvist und Gallie Eng.

### Jultomtens underbara bildradio
Jultomtens underbara bildradio, oder Jultomten hör på dagsnyheterna (Das wunderbare Bildradio des Weihnachtsmannes, Der Weihnachtsmann hört die täglichen Nachrichten) ist eine Geschichte von Astrid Lindgren.
Handlung
Lars af Backagården trifft den Weihnachtsmann in einer Höhle. Dort sitzt dieser mit Kopfhörern vor einem hochtechnologischen Apparat, mit dem er die Kinder und Familien beobachten kann. Da ist zum Beispiel Olle, der schreit und nach seiner Mutter tritt. Der Weihnachtsmann erklärt, dass Olle deshalb kein Schaukelpferd zu Weihnachten bekommt. Kalle ärgert seine Schwester und zieht dieser an den Haaren. Da er sich nicht einmal nach Aufforderung der Mutter entschuldigt, bekommt er gar keine Weihnachtsgeschenke. Dann erzählt der Weihnachtsmann, dass er Lars beobachtet hat, als dieser seiner Mutter beim Einkaufen immer wieder Schwierigkeiten machte. Jedoch hat der Weihnachtsmann auch gesehen, dass er so lieb zu seinem Großvater war und diesem vorgelesen hat. Das wiegt Lars’ schlechtes Benehmen auf. Lars ist erleichtert. Dann sieht Lars Karin, die Tochter einer armen Frau auf dem Bildschirm. Diese kümmert sich liebevoll um ihre Mutter. Sie räumt das Geschirr ab, damit ihre müde Mutter sich hinlegen kann. Sie soll deshalb die größte und schönste Puppe bekommen. Dann zeigt der Weihnachtsmann Lars noch den Raum, in dem die Spielzeuge hergestellt werden. Lars sieht Unmengen an Spielzeug: Autos, Züge, Flugzeuge, Zinnsoldaten, Baukästen usw. Er darf sich eine Mundharmonika mitnehmen. Auf seinem Rückweg nach Hause bläst er freudig die Mundharmonika.
Hintergrund
Jultomtens underbara bildradio wurde 1933 erstmals in der Zeitung Stockholms Tidningen veröffentlicht. 1937 erschien der Artikel erneut in der Zeitschrift Landsbygdens jul. Im Jahr 1938 wurde die Geschichte als Jultomten hör på dagsnyheterna abermals in der Zeitung Stockholms Tidningen veröffentlicht. Illustriert wurde sie von Charlie Ericson. 2013 erschien die Geschichte in dem Buch Jultomtens underbara bildradio och andra berättelser, 1933–1947, herausgegeben von Lena Törnqvist.
Rezeption
Laut Jens Andersen ist Lindgrens Version des Nikolaus „durchaus anspruchsvoll“. Die Geschichte spiele „mit dem erschreckenden Gedanken, dass der Weihnachtsmann jeden einzelnen Bürger von frühester Kindheit an überwachen und so als moralischer Wächter auftreten kann.“

### Också en Morsdagsgava
Också en Morsdagsgava (Auch ein Muttertagsgeschenk) ist eine Geschichte von Astrid Lindgren.
Handlung
Die beiden Schwestern Annastina und Lillstumpan wollen ihrer Mutter zum Muttertag ein Katzenjunges schenken. Allerdings müssen sie noch warten, bis die Katze ihre Jungen zur Welt gebracht hat.
Hintergrund
Också en Morsdagsgava wurde 1940 erstmals in der Zeitschrift Mors hyllning veröffentlicht. Illustriert wurde sie von Paul Jönsson. Die Geschichte wurde später zu der Erzählung Etwas Lebendiges für den lahmen Peter (Nånting levande åt Lame-Kal) umgeschrieben. Hier bekommt jedoch nicht die Mutter das Kätzchen, sondern der kranke Junge Peter. 2013 erschien Också en Morsdagsgava in dem Buch Jultomtens underbara bildradio och andra berättelser, 1933–1947, herausgegeben von Lena Törnqvist.
Rezeption
Jens Andersen nennt die Geschichte eine der oft „übersehenen Perlen“ unter Astrid Lindgrens frühen Werken. Die Geschichte fange in einem „Raum zum Alleinsein“ an. Diesen habe sich auch Lindgrens vierjähriger Sohn Lasse nach einem „missglückten Kindergartenbesuch im Herbst 1931“ gewünscht.

### Sakletare
Sakletare (Sachensucherin) ist eine Geschichte von Astrid Lindgren.
Handlung
Während ihre Mutter backt, beschließt Kajsa auf Schatzsuche zu gehen. Sie erzählt ihrer interessierten Mutter, dass sie Gold und Diamanten finden möchte. Dann geht Kajsa hinaus und findet draußen unzählige schöne Dinge. Sie ist so lange unterwegs, bis sie schließlich müde wird. Doch sie hat sich leider verlaufen. Da kommt Andersson aus Lövhult vorbei, der gerade die Milch zu den Bauern bringt. Er bringt Kajsa nach Hause zu ihrer Mutter. Diese hat sich bereits Sorgen um ihre Tochter gemacht und ist überglücklich, diese zu sehen.
Hintergrund
Sakletare wurde 1941 erstmals in der Zeitschrift Mors hyllning veröffentlicht. Illustriert wurde sie von Paul Jönsson. 2013 erschien die Geschichte in dem Buch Jultomtens underbara bildradio och andra berättelser, 1933–1947, herausgegeben von Lena Törnqvist.
Als Kajsa sich im Wald verlaufen hat und sich etwas aufheitern möchte, singt Kajsa das Lied I en djup, oändlig skog. Es handelt sich um ein Lied von Carl Olof Rosenius, das auch in einigen anderen Geschichten von Astrid Lindgren auftaucht und auch auf Astrid Lindgrens Beerdigung gespielt wurde.
Rezeption
Jens Andersen, nennt Sakletare eine der oft „übersehenen Perlen“ unter Astrid Lindgrens frühen Werken. Astrid Lindgren dringe mit der Geschichte tief „in die magische Vorstellungswelt des Kindes ein“. Sie zeige ein enges und respektvolles Verhältnis zwischen Kindern und Erwachsenen.

### Olle och Svipp
Olle och Svipp (Olle und Svipp) ist eine Geschichte von Astrid Lindgren.
Handlung
Als Olle seine Schuhe zum Schuster bringt, sieht er dort den Hund Svipp angeleint liegen. Es ist der bösartigste Hund des Dorfes. Svipp bellt laut und droht zu beißen. Doch Olle hat keine Angst vor ihm. Er bringt ihm Essen mit und legt es dem Hund hin. Von da an kommt Olle jeden Tag zu Svipp, auch als seine Schuhe schon längst repariert sind. Er kann sich dem Hund immer weiter nähern und ihn schließlich sogar streicheln. Eines Tages wird der Schuster krank. Daher kümmert sich Olle um den Hund und geht mit ihm täglich spazieren. Doch als der Schuster wieder gesund ist, ist es aus mit den Spaziergängen. Der Schuster meint Svipp sei ein Wachhund und nur dazu da das Haus zu bewachen. Olle macht das ziemlich traurig. Er lässt sich nicht beruhigen. Dann hat Olle Geburtstag. Seine Elten schenken ihm Svipp, denn sie haben diesen dem Schuster abgekauft. Olle und Svipp sind überglücklich.
Hintergrund
Olle och Svipp wurde 1942 erstmals in der Zeitschrift Landsbygdens jul veröffentlicht. Illustriert wurde sie von Charlie Ericson. Die Geschichte wurde später zu dem Kapitel Wie Ole seinen Hund bekam (Hur Olle fick sin hund) des Buches Wir Kinder aus Bullerbü (Alla vi barn i Bullerbyn) umgeschrieben. Während die Geschichte ursprünglich aus einer auktoriale Erzählperspektive heraus beschrieben wurde, wird die Geschichte in Wir Kinder aus Bullerbü zur Ich-Erzählung. Hier berichtet Lisa aus Bullerbü von den Ereignissen. Auch der Name des Schusters änderte sich. 2013 erschien Olle och Svipp in dem Buch Jultomtens underbara bildradio och andra berättelser, 1933–1947, herausgegeben von Lena Törnqvist.

### Två små bröder
Två små bröder (Zwei kleine Brüder) ist eine Geschichte von Astrid Lindgren.
Handlung
Die Brüder Lasse und Pelle leben gemeinsam mit ihren Eltern auf einem Bauernhof. Pelle ist sieben Jahre alt und Lasse fünf. Pelle ist sehr mutig und hat vor gar nichts Angst. Er unterstützt seinen kleinen Bruder, wenn dieser etwas ängstlicher reagiert.
Eines Tages entdeckt Pelle im Stall ein totes Schaf. Neben dem Schaf liegt ein kleines Lamm. Auch Lasse sieht das Lamm. Er ist traurig, weil das Lamm keine Milch von seiner Mutter bekommt und deshalb zu sterben droht. Doch sein Vater Brevid kann ihn beruhigen. Er erklärt Lasse, dass dieser das Lamm mit der Flasche aufziehen kann. Lasse ist sofort begeistert. Doch Pelle erklärt Lasse, dass es eine anstrengende schwierige Aufgabe ist und er selbst diese nicht erledigen wollen würde. Pelle hat Kaninchen gehabt. Anfangs war es schön gewesen, sich um diese zu kümmern. Jedoch musste er diese jeden Tag versorgen. Er konnte dann nicht spielen, sondern musste ihnen zu essen bringen. Doch Lasse lässt sich auch nicht durch Pelles Erzählungen beirren und so füttert er schließlich zum ersten Mal das Lämmchen. Er liebt das kleine Wesen sofort. Auch das Lamm liebt Lasse und folgt diesem überall hin. Nun wird Pelle eifersüchtig. Er schlägt Lasse vor, dass sie sich beide zusammen um das Lämmchen kümmern können. Lasse willigt ein, doch das Lämmchen folgt trotzdem immer Pelle.
Einige Zeit später erklärt Lasses und Pelles Mutter den beiden, dass ihre Legehenne die Eier irgendwo auf dem Hof ablegt. Lasse und Pelle sollen das Versteck der Henne finden. Für jedes Ei, das sie finden, bekommen sie fünf Öre. Pelle findet drei Eier und bekommt 15 Öre. Doch die Henne legt die Eier jeden Tag woanders hin. Außerdem gackert sie so laut, dass es überall im Hof zu hören ist. Daher möchte Lasses und Pelles Mutter die Henne schlachten lassen. Doch nun will Pelle die Legehenne nicht sterben lassen und setzt sich für diese ein. Die Mutter gibt nach und schenkt Pelle die Legehenne. Für Pelle ist sie ein tolles Haustier. Das Eiersuchen ist wie ein Versteckspiel für ihn. Außerdem bekommt er für jedes Ei 5 Öre, während Lasse für sein Lämmchen nichts bekommt. Doch Lasse hilft Pelle beim Suchen der Eier. Die beiden erleben noch einiges mit ihren Haustieren und stellen fest, dass ein Leben mit diesen gar nicht so einfach ist.
Hintergrund
Två små bröder wurde 1947 erstmals in der Zeitschrift Mors Hyllning veröffentlicht. Illustriert wurde sie von Sven Sidén. 2013 erschien die Geschichte in dem Buch Jultomtens underbara bildradio och andra berättelser, 1933–1947, herausgegeben von Lena Törnqvist. Astrid Lindgren erzählt in den Kapiteln Ich bekomme ein Lamm und Pontus geht in die Schule aus dem Buch Immer lustig in Bullerbü eine ähnliche Geschichte.

### Mors-Dagsgåvan
Mors-Dagsgåvan oder auch Morsdags-gåvan (Muttertagsgeschenk) ist eine Geschichte von Astrid Lindgren.
Handlung
Es ist bald Muttertag. Pelle liebt seine Mutter sehr. Deshalb möchte er ihr ein wunderschönes Muttertagsgeschenk machen, um ihr zu zeigen, wie gern er sie hat. Er hat nur fünf Öre und so überlegt er, wie er an Geld kommen kann. Er beschließt zum Gästehaus zu gehen und dort für die alten Damen zu singen. Diese lachen und sind begeistert von Pelle. Sie geben ihm Kakao und Kuchen und zu Pelles großer Freude auch zwei Kronen. Mit diesen kauft Pelle ein Parfüm. Am Muttertag bringen Pelles Geschwister, Gunnar und Lisa, der Mutter das Essen ans Bett. Danach kommt Pelle hinein, er gibt seiner Mutter das Parfüm, worüber sich diese sehr freut.
Hintergrund
Mors-Dagsgåvan wurde 1939 erstmals in der Zeitschrift Mors Hyllning veröffentlicht. 2013 erschien die Geschichte in dem Buch Jultomtens underbara bildradio och andra berättelser, 1933–1947, herausgegeben von Lena Törnqvist.

### Den stora råttbalen
Den stora råttbalen (Der große Rattenball) ist eine Geschichte von Astrid Lindgren.
Handlung
Die Ratten und Mäuse ziehen um die Häuser. Sie veranstalten ein großes Fest. Unter den anwesenden befinden sich sehr angesehene Mäuse und Ratten, aber auch die weniger angesehenen, wie Frau Skrape. Sie ist mit ihrer Tochter Mitzi zum Fest gekommen. Frau Skrape ist Witwe und konnte nicht so viel Käsestücke sammeln, um zu den angesehenen Persönlichkeiten zu zählen. Daher sind die jungen Männer nur wenig daran interessiert mit ihrer Tochter Mitzi zu tanzen. Dann kommt Pjotr, ein wunderschöner, angesehener Mäuserich zum Fest. Er kommt aus einer der angesehensten Rattenfamilien in einer nahe gelegenen Bahnhofsgemeinschaft. Mitzi ist sofort begeistert von ihm und beobachtet ihn auf der Tanzfläche. Doch auch Pjotr bemerkt Mitzi. Er fordert sie zum Tanzen auf. Die beiden tanzen eine lange Zeit. Noch in derselben Nacht fragt Pjotr ob Mitzi ihn heiraten möchte. Sie willigt ein. Die beiden verbringen ein wunderschönes Leben miteinander und bekommen zusammen 519 Rattenkinder.
Hintergrund
Den stora råttbalen wurde 1936 erstmals in der Zeitschrift Landsbygdens jul veröffentlicht. Astrid Lindgren veröffentlichte sie unter dem Pseudonym Asta Lindelöv. Illustriert wurde die Geschichte von Robert Kverrstad. 2013 erschien die Geschichte in dem Buch Jultomtens underbara bildradio och andra berättelser, 1933–1947, herausgegeben von Lena Törnqvist.
Rezeption
Laut Jens Andersen ist diese Geschichte eine „satirische Schilderung der sozialen Mechanismen bei einem von Menschen veranstalteten Fest“. Damit sei dieses Märchen eher für Erwachsene geeignet, als für Kinder.

### Måns börjar skolan
Måns börjar skolan (Måns kommt in die Schule) ist eine Geschichte von Astrid Lindgren.
Handlung
Als Måns sieben Jahre alt ist, kommt er in die Schule. Auf dem Schulweg trifft er auf Viktor, der in die gleiche Schule geht. Während Måns immer gut zurechtgemacht ist, ist Viktors Kleidung schmutzig, alt und kaputt. Daher ist Viktor ein wenig eifersüchtig auf Måns. Von da an macht Viktor Måns das Leben schwer. Er ärgert ihn in der Schule und auf dem Schulweg. Oft meint er es gar nicht böse, sondern will nur seine Kampfkunst an Måns ausprobieren. Måns traut sich nicht zu Hause über seine Probleme mit Viktor zu reden, da ihn die Erwachsenen eh nicht verstehen würden. In seinen Träumen wird er zum Boxer und diesmal ist er es, der Viktor schlägt. Als Måns eines Tages zu Besuch bei seiner Oma ist, erzählt er dieser von seinen Erlebnissen. Auch von seinem Wunsch Viktor zu verprügeln berichtet er dieser. Seine Oma überlegt kurz und sagt, dass Måns andere Menschen genauso behandeln solle, wie er selbst behandelt werden will.
Im Winter gefriert der See an der Schule. Viktor wirft die Mütze von Måns auf das Eis. Da der See noch nicht lange zugefroren ist, hat Måns Angst, dass das Eis nicht hält. Allerdings bleibt ihm nichts anderes möglich, als aufs Eis zu gehen und seine Mütze zu holen. Er schafft es auch. Viktor ist überrascht, dass das Eis so gut hält, und wirft seine eigene Mütze ganz weit weg aufs Eis, um diese ebenfalls zu holen. Anders als Måns kracht Viktor durch das Eis. Als Viktor um Hilfe ruft, erinnert sich Måns an die Worte seiner Großmutter, dass er andere Menschen so behandeln soll, wie er es sich selbst wünscht. Måns glaubt, dass er wollte, dass ihm jemand hilft. So holt er sich eine Holzplanke und zieht Viktor aus dem Wasser. Måns wird in der Schule als Held gefeiert und Viktor umarmt Måns dankbar. Die beiden sind Freunde geworden.
Hintergrund
Måns börjar skolan wurde 1942 erstmals in der Zeitschrift Landsbygdens jul veröffentlicht. 2013 erschien die Geschichte in dem Buch Jultomtens underbara bildradio och andra berättelser, 1933–1947, herausgegeben von Lena Törnqvist.
In der Geschichte geht es um Mobbing unter Kindern. Die Geschichte basiert auf Lindgrens Erfahrungen aus ihrer eigenen Kindheit, sowie den Dingen, die sie als Mutter und im Umgang mit anderen Eltern gelernt hat. Eine besondere Rolle spielten dabei die Parkbesuche mit ihren Kindern. Dabei beobachtete sie nicht nur das Spiel der Kinder, sondern unterhielt sich auch mit anderen Eltern über deren Erfahrungen mit den Kindern.

### Vännevän och harungen
Vännevän och harungen (Vännevän und das Häschen) ist eine Geschichte von Astrid Lindgren.
Handlung
Der kleine Vännevän lebt in einem Haus mit seinen Großeltern und Geschwistern. Während seine Geschwister den Großeltern helfen, streift Vännevän im Wald umher. Dort freundet er sich mit den Tieren an und hilft diesen in Notsituationen. Eines Tages trifft er auf einen kleinen Hasen, der seine Mutter verloren hat. Vännevän verspricht, sich um ihn zu kümmern. Er nimmt den Hasen mit nach Hause und von da an sind die beiden ständig zusammen unterwegs.
Eines Tages kommen zwei böse Zauberer in das Tal. Sie bedrohen die Tiere im Wald und fangen schließlich den kleinen Hasen ein. Als sie sich jedoch streiten, wem der Hase gehört, bindet Vännevän deren Schwänze zusammen und klettert auf einen Baum. Die Zauberer schaffen es nicht, den Knoten zu lösen. Daher erklärt Vännevän, dass er den Knoten löst, wenn die Zauberer versprechen, das Tal zu verlassen und niemals wiederzukommen. Widerwillig willigen die Zauberer ein. Sie verlassen das Tal und kommen nie wieder.
Dann geht Vännevän mit dem Hasen nach Hause. Dort streichelt er ihn und sagt ihm, er brauche keine Angst mehr vor den Zauberern zu haben, da diese das Tal verlassen haben. Schließlich schlafen Vännevän und der kleine Hase gemeinsam auf dem Moos ein.
Hintergrund
Vännevän och harungen wurde 1940 erstmals in der Zeitschrift Landsbygdens jul veröffentlicht. Astrid Lindgren nutzte dafür das Pseudonym A.L. Illustriert wurde die Geschichte von Paul Jönsson. 2013 erschien die Geschichte in dem Buch Jultomtens underbara bildradio och andra berättelser, 1933–1947, herausgegeben von Lena Törnqvist.
Rezeption
Vivi Edström meint, dass das Märchen ein besonderes Waldgefühl vermittle, ähnlich wie später Ronja Räubertochter. Es sei insbesondere für sehr junge Kinder geeignet.

### Farmårr och hyddan
Farmårr och hyddan (Oma und die Hütte) ist eine Geschichte von Astrid Lindgren.
Handlung
Die Geschichte wird aus Sicht einer Großmutter erzählt, die Besuch von ihrem Enkel Mats bekommt. Mats hält seine Oma für sehr alt. Dennoch hat er viel Spaß mit ihr und rennt mit ihr im Haus umher. In der Küche haben sie eine kleine Hütte für sich eingerichtet. Außerdem liest Mats gerne Geschichten mit seiner Großmutter. Besonders gefallen ihm die Geschichten aus der Klumpe Dumpe Zeitschrift.
Hintergrund
Farmårr och hyddan wurde 1957 erstmals in der Zeitschrift Vi (Ausgabe 18) veröffentlicht. Es ist ein Mix aus Kurzgeschichte und Werbetext für Rabén & Sjögrens Klumpe Dumpe Zeitschrift. Der Verlag hatte finanzielle Probleme und versuchte mit der Geschichte neue Leser zu gewinnen. Allerdings wurde das Magazin zwei Jahre nach Veröffentlichung von Lindgrens Geschichte eingestellt. Lars Bergtsson, der Autor der Astrid Lindgren Bildbiografie, glaubt, dass es sich bei der Geschichte um ein, von Lindgren, selbsterlebtes Abenteuer mit einem Enkelkind handeln könne.

### Jul i Vimmerby
Jul i Vimmerby (Weihnachten in Vimmerby) ist eine Erzählung von Astrid Lindgren. In dieser berichtet Lindgren von ihrem schönsten Weihnachtserlebnis. Die Erzählung ähnelt ihrer Geschichte Ein Weihnachten in Småland vor langer Zeit.
Handlung
Astrid Lindgren berichtet von ihrem glücklichsten Weihnachtserlebnis. Am Tag vor Heiligabend gibt es ein hoffnungsloses Durcheinander. Astrid ist besorgt und beschwert sich bei dem Priester, dass sie glaubt, dass Weihnachten dieses Jahr ausfallen müsse, weil sie keine mehr Zeit hätten, fertig zu werden. Doch sie werden fertig. So liegt am nächsten Morgen bereits der neue Flickenteppichen auf dem Küchenboden, den Astrid immer mit Weihnachten verbindet. Auf dem Dach der Krippe sitzt wie jedes Jahr Roland Sjöblad, eine Tomtepappfigur (Wichtel). Dieser wurde nach einem Jungen aus der Stadt benannt, der dem Wichtel sehr ähnlich sieht. Am Heiligabend liest ihr Vater das Weihnachtsevangelium. Astrid freut sich riesig über ein wunderschönes Paar Stiefel. Diese trägt sie in der Weihnachtsmesse und fühlt sich ganz wie eine feine Dame.
Hintergrund
Jul i Vimmerby wurde 1949 erstmals in der Zeitschrift Allers Julnummer, Ausgabe 52 veröffentlicht. Bereits ein Jahr zuvor hatte sie in der 50. Ausgabe der Zeitschrift Idun darüber geschrieben, wie ein Weihnachtsfest in ihrer Kindheit verlaufen ist. Acht Jahre später berichtet Lindgren in einem Interview mit der Zeitschrift Landlandsbydens jul erneut über ihr schönstes Weihnachtsgeschenk und beschreibt ebenfalls ihre neuen Stiefel. In ihrer Geschichte Ein Weihnachten in Småland vor langer Zeit aus dem Jahr 1992 erwähnt sie die Stiefel erneut und erklärt, dass diese ein Seligkeitsding seien. Als Seligkeitsdinge beschreibt Lindgren außergewöhnlich tolle Geschenke, die sie sehr glücklich machen.

### På luffen
På luffen ist eine Erzählung von Astrid Lindgren. In dieser berichtet Lindgren von einer Wanderreise mit fünf Freundinnen, in einer Art Reisetagebuch.
Handlung
Am 3. Juli 1925 um 9.00 Uhr brechen Astrid Lindgren und ihre fünf Freundinnen von Vimmerby zu einer Wanderreise auf. 
Auf ihrer Reise sehen sie viele schöne Landschaften und Sehenswürdigkeiten. Außerdem treffen sie auf viele interessante Personen. So besuchen sie unter anderem das Strandhaus von der schwedischen Schriftstellerin Ellen Key und werden sogar von dieser in ihr Zuhause eingeladen.
Hintergrund
Astrid Lindgren schrieb På luffen vom 3. bis 13. Juli 1925. Damals war sie 17 Jahre alt. Die Erzählung wurde am 11., 13. und 16. Juli 1925 in der Wimmerby Tidning veröffentlicht, bei der Astrid Lindgren vom Herbst 1924 bis zum Frühjahr 1926 ein Praktikum absolvierte. Es ist Astrid Lindgrens längster Beitrag für die Zeitung. Im Jahr 2006 erschien die komplette Erzählung in dem Buch Tourister. Klassiika författare på resa, herausgegeben von Ingegerd Bodner Graner und Marianne Enge Swartz.

### På vår gård
På vår gård (Das Leben auf unserem Hof) ist eine Erzählung von Astrid Lindgren, die in der 1921 in der Wimmerby Tidning erschien. 
Handlung
Die beiden Mädchen Inga und Maja wollen zusammen spielen. Sie beschließen Beerdigung zu spielen und vergraben eine tote Ratte. Für diese richten sie sogar eine kleine Trauerfeier aus. Später erscheinen weitere Kinder. Da die Kinder sich nicht entscheiden können, was sie nun spielen wollen, beschließen sie sich am folgenden Tag erneut zu treffen. Denn jeder Tag ist ein Tag mit vielen neuen Spielen.
Hintergrund
Astrid Lindgren schrieb På vår gård im Alter von 13 Jahren als Schulaufsatz. Am 7. September 1921 erschien die Erzählung in der Wimmerby Tidning. Es ist Lindgrens erste veröffentlichte Geschichte. Diese führte dazu, dass Lindgren von da an Vimmerbys Selma Lagerlöf genannt wurde.

### Körsbärskalas hos mormor
Körsbärskalas hos mormor (Kirschparty bei Oma) ist eine Erzählung von Astrid Lindgren.
Handlung
Anfang Juli erklärt eine Großmutter ihren Enkelkindern, dass nun die Kirschen reif sind. Sie lädt ihre Enkelkinder am folgenden Sonntag zu einer Kirschparty ein. Die Pferde Maj und Maud ziehen die Kinder in der Kutsche zur Party. Dort angekommen treffen sie auf ihre vielen Cousins und Cousinen. Gemeinsam klettern sie auf die Bäume, um die Kirschen zu sammeln und zu essen. Für kleinsten Kinder, die noch nicht klettern können, sind die niedrigsten Äste reserviert. Die Kinder lieben das Klettern, die Sommersonne und das Essen der Kirschen.
Hintergrund
Körsbärskalas hos mormor wurde 1954 erstmals in der Zeitschrift Vi Husmödrar, Ausgabe 12 veröffentlicht. Genau wie Lindgrens Bullerbü Geschichten beruht die Erzählung auf Lindgrens eigenen Erfahrungen.

### Då hade jag velat vara med
Då hade jag velat vara med (Da wäre ich gerne dabei gewesen) ist eine Geschichte von Astrid Lindgren.
Handlung
Die Geschichte handelt von Marie-Antoinette und deren Beziehung zu Madame Dubarry. Sie beginnt im Neujahr 1792.
Hintergrund
Då hade jag velat vara med wurde 1953 erstmals als Geschichte in einer Radiosendung vorgetragen. Astrid Lindgren wurde darum gebeten, eine Geschichte über eine Zeit zu schreiben, die sie gerne selbst erlebt hätte. Astrid Lindgren entschied sich für das Jahr 1792, die Zeit von Marie-Antoinette. 1953 erstmals in der Zeitschrift Hörde ni, Ausgabe 4, veröffentlicht.

## Kurzgeschichten aus Anthologien anderer Autoren

### Mamas kleine Nickon(Mammas lilla Nickon)
Mamas kleine Nickon, auch Mamas kleine Nicka (Mammas lilla Nickon) ist eine Geschichte von Astrid Lindgren.
Handlung
Die 19-jährige Nickon hat das Glück gleich zwei Verehrer zu haben: Karl-Henrik und Olov, die beide während des Ausbruchs des Ersten Krieges als Soldaten arbeiten müssen. Karl-Henrik ist ein bildschöner junger Mann, der sich gut mit der Literaturgeschichte auskennt. Nickon ist sofort von ihm begeistert. Nickons erster Eindruck von Olov ist jedoch weniger gut. Sie findet ihn hässlich. Auch die Geschäftsthemen, über die Olov mit ihrem Vater redet, interessieren Nickon überhaupt nicht. Nickons Mutter zieht ebenfalls Karl-Henrik vor. Nickons Vater hingegen glaubt, dass Olov wenn er nach seinem Vater schlägt, ein richtig guter Geschäftsmann wird.
Nickons Mutter rät Nickon den Mann zu wählen, den sie wirklich liebt. Sie selbst hatte sich der Wahl ihrer Eltern gebeugt, den reichen Jonas Svednerg geheiratet und dafür den Mann, den sie wirklich liebte verlassen. Eine Entscheidung, die sie noch immer bereut. Jedoch ahnt ihr Ehemann nichts davon.
In den nächsten Tagen verbringt Nickon viel Zeit mit Karl-Henrik. Unterdessen hat Olov eine Ausgangssperre bekommen, weil er gegenüber einem Feldwebel aufmüpfig war. Anfangs ist Nickon froh, die Zeit alleine mit Karl-Henrik verbringen zu können. Sie stellt jedoch schnell fest, dass Karl-Henrik sich gerne selbst reden hört und auf ihre Gefühle gar nicht eingeht. Daher ist Nickon froh Olov wiederzusehen. Nach dem ersten Kuss zwischen Karl-Henrik und Nickon, kommt Nickon zu der Erkenntnis, dass Karl-Henrik nicht fähig dazu ist jemand anderen zu lieben als sich selbst. Sie erklärt Karl-Henrik, dass sie kein Paar werden könnten, da sie ihn nicht lieben würde.
Nickon ist enttäuscht, dass sich nicht alles so entwickelt hat wie sie wollte. Sie lässt ihre Wut an Olov raus und ist gemein zu ihm. Plötzlich zieht Olov sie an sich und küsst sie. Dann jedoch stoppt er und sagt, er muss gehen. Nickon möchte jedoch nicht, dass Olov aufhört. Sie erkennt, dass sie sich in ihn verliebt hat. Die beiden verloben sich. Als Nickon ihrer Mutter von der Verlobung mit Olov berichtet, ist diese entsetzt. Sie erklärt Nickon, dass sie dieser doch gesagt habe sie solle ihrem Herzen folgen, worauf Nickon antwortet genau das habe sie getan.
Hintergrund
Die Geschichte spielt im Sommer 1914, kurz nach Ausbruch des Ersten Weltkrieges. Mamas kleine Nickon wurde 1955 erstmals in der Anthologie Rosen från bilen: noveller för ungdom von Lindgrens Freundin Elsa Olenius veröffentlicht. Für die Illustration war Ingrid Rosell-Lindahl verantwortlich. 2014 erschien die Geschichte in dem Buch Före grupp 8 – mycket före. Kåserier och noveller för vuxna, herausgegeben von Lena Törnqvist und Gallie Eng. Auf Deutsch wurde die Geschichte erstmals 1960 in dem Buch Wohin die Wolken ziehen von Giesela Hartmann (Hg.) veröffentlicht. Torborg Doehler übersetzte die Erzählung als Mamas kleine Nickon. 1981 ist die Geschichte erneut von Anna-Liese Kornitzky ins Deutsche übersetzt worden. Sie erschien als Mamas kleine Nicka in dem Buch Dtv junior Lesebuch: neue Geschichten, Gedichte und Bilder für Kleine und Grosse zum Lachen und zum Nachdenken von Maria Friedrich (Hg.).
Astrid Lindgrens Schwester Ingegerd Lindström wurde auch Mammas lilla Nickon genannt.
Rezeption
Laut Lena Törnquist werden Werte wie Ehrlichkeit und Fairness in dieser Geschichte als wichtiger angesehen als ein schönes äußeres Erscheinungsbild.

### Begegnung mit Frau Blomkvist(Möte med fru Blomkvist)
Begegnung mit Frau Blomkvist (Möte med fru Blomkvist) ist eine Geschichte von Astrid Lindgren.
Handlung
Ein junger, frisch verheirateter Reporter findet es schrecklich, immer nur über die unglücklichen Ehen von Prominenten zu schreiben. Er möchte lieber von glücklich verheirateten Paaren hören und beschließt, eine Kolumne darüber zu schreiben. Dazu möchte er Paare treffen und sie zu ihrem Liebesleben befragen. Als Erstes trifft er Frau Blomkvist auf der Straße. Da sie eine ganz gewöhnliche Frau und keine Prominente zu sein scheint, beschließt der Reporter, ihr Fragen zu stellen. Doch es läuft anders, als er es sich gedacht hat. Frau Blomkvist weiß sehr viel Negatives über ihren alkoholkranken Mann zu berichten, der, wenn er betrunken ist, mit Haushaltsgegenständen nach ihr wirft. Verzweifelt versucht der Reporter, gute Dinge an der Ehe des Paares zu finden. Doch er scheitert. Frau Blomkvist berichtet, dass sie zehn oder zwölf Kinder hat, an deren Namen sie sich nicht genau erinnert. Die Familie lebt zusammen in nur einem Zimmer. Hinzu kommt, dass die Geliebte des Mannes auch noch bei ihnen wohnt und die Schwiegermutter in der Küche schläft. Das klingt alles so schrecklich, dass der Reporter Frau Blomkvist zur Eheberatung überreden möchte. Frau Blomkvist meint jedoch, dass ihr Ehemann das eh nicht tun würde. Der Reporter erklärt, dass es ihm leidtue, dass sie mit so einem Ekelpaket zusammen ist. Darauf antwortet Frau Blomkvist, dass sie ihren Ehemann liebe und keinen Unsinn über ihn in irgendeinem Promimagazin lesen möchte.
Dann geht sie nach Hause, in ein kleines hübsches Stadthaus in Farsta. Herr Blomkvist erwartet sie, umarmt sie und küsst sie und küsst sie liebevoll auf die Wange. Dann legte er seine Hand auf ihren Bauch. Sie ist schwanger, im siebten Monat. Ihr Mann ist etwas besorgt, dass sie sich nicht überanstrengt. Er bereitet ihr das Abendessen vor und singt ein Lied darüber, dass seine Frau seine ganze Welt ist, sein Leben, sein Alles… Er freut sich mit ihr auf das erste Kind. Die Frau lächelt und sagt, dass sie manchmal auch ganz schön gemein sein kann und manchmal auch lügen würde, wenn es ihr gerade passt.
Hintergrund
Die Geschichte wurde 1982 erstmals in der Anthologie Mera Fnitter: en rolig bok av kvinnor veröffentlicht. 2014 erschien die Geschichte in dem Buch Före grupp 8 – mycket före. Kåserier och noveller för vuxna, herausgegeben von Lena Törnqvist und Gallie Eng. Auf Deutsch erschien die Geschichte im Jahr 2003 in dem Buch Unter Mördern und Elchen. Herausgegeben wurde das Buch von Holger Wolandt.

### Brevet
Brevet (Der Brief) ist eine Geschichte von Astrid Lindgren.
Handlung
Lena Björkman lebt mit ihrem Ehemann Erik und ihren beiden Kindern in der Parkgatan 20 in Stockholm. Eines Tages erhält sie einen Liebesbrief, in dem ein Mann namens Bert von seiner Liebe und Zuneigung ihr gegenüber schreibt. Schnell stellt sie fest, dass der Brief eigentlich an eine andere Lena, zwei Häuser weiter, gerichtet ist. Lena zeigt ihrem Mann den Brief und erklärt diesem, dass dieser leider nicht für sie ist. Als Erik fragt, warum Lena leider gesagt hat, erklärt diese, dass sie ein wenig eifersüchtig ist, wegen der Liebe, die der Mann gegenüber seiner Angebeteten empfindet. Erik liest den Brief erneut und beschließt, ihn an die Empfängerin zu übergeben. Auf dem Weg zu der Empfängerin stellt sich Erik diese vor. Wenn sie einen solchen Liebesbrief erhält, muss sie eine begehrenswerte Traumfrau sein. Erik liebt seine Ehefrau und hält sie für eine tolle Mutter. Allerdings weiß er auch nicht, ob er jeden Tag wirklich noch eine große Leidenschaft empfindet. Er beneidet Bert für dessen Gefühle, das Abenteuer und die Aufregung. Als er die vermeintliche Traumfrau jedoch kennenlernt, ist er zutiefst enttäuscht. Sie hat ein hübsches, aber vollkommen ausdrucksloses Puppengesicht. Sie tut den Briefschreiber als Idioten ab. Erik wird nachdenklich. Wegen dieser Frau hat er seine eigene Beziehung und all das was er hat, plötzlich nicht mehr wertgeschätzt. Er schämt sich. Auf einmal verspürt er ein großes Verlangen nach seiner Ehefrau und macht sich auf den Weg zu ihr. Als er zu Hause ankommt, küsst er Lena. Er erklärt, dass er ein Dummkopf ist und der glücklichste Mann in Nordeuropa. Lena meint, dass es keinen Zweifel daran gebe, vor allem daran, dass er ein Dummkopf ist und lächelt zufrieden.
Hintergrund
Brevet wurde in den 1940er Jahren geschrieben. 2014 erschien die Geschichte in dem Buch Före grupp 8 – mycket före. Kåserier och noveller för vuxna, herausgegeben von Lena Törnqvist und Gallie Eng. Es ist nicht klar, ob die Geschichte bereits davor veröffentlicht wurde.

### Bibban
Unter dem Titel Bibban erzählt Astrid Lindgren eine Geschichte in Form von vier fiktiven Briefen: Om Epiktetos och vårhatten (Über Epiktet und den Frühlingshut), Om platser (Über Orte), Om övertid (Über Überstunden) und Om Bertil och fosterlandet (Über Bertil und das Vaterland).
Handlung
Bibban geht zur Arbeit, dabei macht sie sich Gedanken über den neusten Frühlingshut. Sie wünscht sich eigentlich auch einen solchen Hut, lenkt sich aber mit Gedanken über den griechischen Philosophen Epiktet ab. Im Büro kommt die ehemalige Mitarbeiterin Sonja zu Besuch. Diese hat jetzt einen gut bezahlten neuen Job und trägt einen wunderschönen Hut. Bibban muss lange über Epiktet nachdenken, um Sonjas schönen Hut zu vergessen. (Om Epiktetos och vårhatten)
Bibban arbeitet zusammen mit Kaja, Britta und Vivi in einer Anwaltskanzlei. Sie berichtet von ihren letzten beiden Jobs. In einem Callcenter rief sie ihren Chef an und tat so als wäre sie eine unzufriedene Kundin. Der Chef wusste nicht, wie er mit der vermeintlichen Kundin umgehen sollte und rief Bibban zu Hilfe. Als er jedoch erfuhr, dass Bibban für den Anruf verantwortlich war, feuerte er sie. Sie bekam einen neuen Job als Sekretärin. Dort fabrizierte mit der Schreibmaschine einen Buchstabensalat und verließ diesen Job freiwillig ohne ein weiteres Wort (Om platser).
Bibban macht in ihrem Büro ziemlich viele Überstunden. Hinzu kommt, dass ihr Chef über seine unglückliche Ehe berichtet. Er macht anzügliche Bemerkungen und möchte sie später zum Essen einladen. Doch Bibban hat sich in Bertil verliebt, einen Bauingenieur. Sie weiß, dass auch Bertil sie sehr gerne hat und träumt davon, ihn später zu heiraten. Sie lehnt das Angebot ihres Chefs ab. (Om övertid)
Bertil und Bibban verbringen eine wunderschöne Zeit miteinander. Dann wird Bertil zum Kriegsdienst berufen. Die beiden verabschieden sich unter Tränen. Bibban ist stolz darüber, dass Bertil ihr Land verteidigt. In ihrem Büro fühlt sie sich schon fast als Heldin, da ihr Freund ihrem Land dient. Doch dann erhält sie einen Brief von ihm. Seine Arbeit besteht darin, die Urlaubsanträge zu bearbeiten. Bibban ist enttäuscht, dass Bertil keine Schlüsselposition in der Landesverteidigung einnimmt. Sie möchte, dass er sofort nach Hause geschickt wird. (Om Bertil och fosterlandet)
Hintergrund
Die Briefe von Bibban wurde in den 1940er Jahren geschrieben. 2014 erschienen sie in dem Buch Före grupp 8 – mycket före. Kåserier och noveller för vuxna, herausgegeben von Lena Törnqvist und Gallie Eng. Es ist unklar, ob die Briefe bereits davor veröffentlicht wurden. Die Briefe Om platser und Om övertid basieren auf Lindgrens eigener Erfahrung als Büroangestellte.
Rezeption
Lena Törnquist findet, dass Om Epiktetos och vårhatten zeigt, dass es auch in Schweden nicht lange her ist, dass Frauen zumeist Kopfbedeckungen trugen. Ein Frühlingshut sei damals ein Muss gewesen. Daran sollte gedacht werden, wenn über die Gebräuche von anderen Kulturen gesprochen wird, wie dem Hijab muslimischer Frauen. Zu den schwedischen Trachten gehörte bei verheirateten Frauen früher stets eine Kopfbedeckung. Der Frühlingshut könne als Überbleibsel davon betrachtet werden.

### Fröken Palmkvist får semester
Fröken Palmkvist får semester (Miss Palmkvist bekommt Urlaub) ist eine Geschichte von Astrid Lindgren.
Handlung
Die 36 Jahre alte Frau Palmkvist ist froh, endlich mal aus ihrem Büro herauszukommen und Urlaub zu bekommen. Im Urlaub lernt sie den Ingenieur Vikner kennen, der ihrem Essenstisch zuteilt wird. Dieser ist fast so alt wie sie und noch Junggeselle. Frau Palmkvist verliebt sich in den sympathischen Mann. Eines Tages taucht Frau Zetterström auf. Sie ist nicht einmal 23 Jahre alt. Sie versteht sich sofort gut mit dem Ingenieur und verbringt viel Zeit mit ihm. Die beiden verloben sich. Frau Palmkvist hört mit wie Frau Zetterström den Ingenieur sagt, dass sie erst den Eindruck hatte, dass dieser an Frau Palmkvist interessiert sei. Darauf antwortet dieser, dass er niemals an dieser manischen alten Frau interessiert gewesen ist. Frau Palmkvist laufen die Tränen über die Wangen. Es war doch nicht so lange her, dass sie noch als junges Mädchen mit ihren Eltern einen Spaziergang machte. Sie fühlt sich jetzt nicht viel älter. Dennoch muss sie feststellen, dass ihr Wert auf dem Heiratsmarkt in diesem Alter gleich null ist. Sie beschließt, ihren letzten Urlaubstag zu Hause zu verbringen und abends ins Kino zu gehen. Außerdem denkt sie, dass sie sich in dieser Zeit glücklich schätzen kann, einen Arbeitsplatz zu haben.
Hintergrund
Fröken Palmkvist får semester wurde in den 1940er Jahren geschrieben. Lindgren wollte die Geschichte an das Magazin Folket i Bild verkaufen, bekam aber eine Ablehnung vom Herausgeber Ivar Öhman. Als Lindgren später erneut ihr eigenes Skript las, fand sie, dass Öhrman mit seiner Ablehnung der Geschichte recht hatte. 2014 erschien die Geschichte in dem Buch Före grupp 8 – mycket före. Kåserier och noveller för vuxna, herausgegeben von Lena Törnqvist und Gallie Eng.

### Fröken Nettel vill inte skriva böcker
Fröken Nettel vill inte skriva böcker (Frau Nettel will keine Bücher schreiben) ist eine Geschichte von Astrid Lindgren.
Handlung
Frau Nettel ist im Jahr 1971 eine der letzten Frauen, die noch kein Buch geschrieben haben. Ein Verlag wird hellhörig und versucht Frau Nettel dazu zu bringen, ein Buch zu schreiben. Auf Frau Nettels Aussage, dass sie keine Bücher schreiben kann, reagiert der Verlag gar nicht. Als sie sagt, dass sie genauso gut andere ehrenhafte Arbeiten erledigen kann, fragt der Verlag, was denn wäre, wenn alle so reagieren würden wie sie. Dann wären die Leute gezwungen, die Bücher vom vorherigen Jahr erneut zu lesen. Darauf antwortet Frau Nettel, dass es dann ja niemanden mehr gebe, der die Bücher lese, wenn alle Bücher schreiben würden. Der Verlag reagiert darauf nicht, sondern schlägt ihr vor Gedichte, Romane oder Kinderbücher schreiben. So könnte sie über Anders schreiben, der ein Eichhörnchen im Wald trifft. Frau Nettel erwidert, sie habe bereits ein Kinderbuch geschrieben und es sei etwas Besonderes, da Anders nicht ein Eichhörnchen, sondern einen Igel im Wald trifft. Das Buch wird veröffentlicht. Es wird 34 mal verkauft und damit weit mehr war als die meisten anderen 718.000 Bücher, die in diesem Jahr veröffentlicht werden.
Hintergrund
Fröken Nettel vill inte skriva böcker wurde erstmals 1971 bei der Sällskapet Nya Idun vorgetragen. 1885 wurde das Unternehmen von Ellen Key gegründet. Es diente dazu, wissenschaftlich, literarisch und künstlerisch aktive Frauen zusammenzubringen, und ist bis heute aktiv. Bei Sitzungen tragen die Mitglieder jeweils Publikationen aus ihrem eigenen Bereich vor. 2014 erschien die Geschichte in dem Buch Före grupp 8 – mycket före. Kåserier och noveller för vuxna, herausgegeben von Lena Törnqvist und Gallie Eng. Es ist nicht klar, ob die Geschichte bereits davor veröffentlicht wurde.
Rezeption
Laut Lena Törnquist kann der Leser zwischen den Zeilen Lindgrens Kritik an der ständigen Suche nach neuen Autorennamen und neuen Buchtiteln sowie am kürzeren Leben der Bücher lesen.

### Goddag tant Fia...
Goddag tant Fia... (Schönen Tag Tante Fia...) ist eine Geschichte von Astrid Lindgren.
Handlung
Eine Nichte trifft ihre Tante Fia und unterhält sich ein wenig mit ihr. Die Tante glaubt gehörlos zu werden und sagt, dass sie ein lahmes Bein hat. Dann berichtet sie von ihrem Bruder Archibald, dessen Tochter gerade geheiratet hat.
Hintergrund
Goddag tant Fia... wurde erstmals in der Mitgliedszeitschrift der Astrid Lindgren-sällskapets (Astrid Lindgren Gesellschaft) abgedruckt und wurde Språkövning från Ofvre Östermalm (Sprachpraxis von Ofvre Östermalm) genannt. 2014 erschien Goddag tant Fia... in dem Buch Före grupp 8 – mycket före. Kåserier och noveller för vuxna, herausgegeben von Lena Törnqvist und Gallie Eng.

### Jorma och Lisbet
Jorma och Lisbet (Jorma und Lisbet) ist eine Geschichte von Astrid Lindgren.
Handlung
Während des Zweiten Weltkriegs erfährt Lisbet von ihrer Mutter, dass sie schon bald einen kleinen finnischen Flüchtlingsjungen aufnehmen werden. Kurze Zeit später kommt ein Junge mit ängstlichem Blick in ihr Haus. Er heißt Jorma. Zunächst fällt es dem Jungen schwer, sich in dem neuen Heim einzuleben, doch dann freundet er sich mit Lisbet an. Er erzählt ihr von seinem Leben. Sein Vater kämpft im Krieg. Jorma glaubt nicht, dass er seinen Vater wieder sehen wird, höchstens wenn sein Vater alle Russen besiegt hat. Lisbets Mutter erzählt er, dass er es vermisst, Mama zu sagen. Daraufhin erklärt diese, dass er sie „Mama“ nennen kann, was ihn ein wenig tröstet, auch wenn er seine andere Mama sehr vermisst. Abends betet die Familie für die Sicherheit von Jormas Eltern.
Hintergrund
Jorma och Lisbet erschien 2013 erstmals in dem Buch Jultomtens underbara bildradio och andra berättelser, 1933–1947, herausgegeben von Lena Törnqvist.
Astrid Lindgren schrieb die Geschichte in den 1940er Jahren. In den Kriegsjahren kamen 7.000 finnische Flüchtlingskinder nach Schweden, um dort geschützt vor Stalins Angriffen in Pflegefamilien zu leben. Astrid Lindgrens Bruder Gunnar Erickson hatte gute finnische Kontakte. Daher stand er eines Tages mit einem kleinen, verschüchterten, finnischen Jungen vor der Tür seiner Schwester. Der Junge war aus Turku mit dem Flugzeug nach Schweden gebracht worden. Er kämpfte mit den Tränen. Erickson und der Junge waren so schnell wieder weg, wie sie gekommen waren. Dieses Erlebnis inspirierte Lindgren zu der Geschichte Jorma och Lisbet.

## Sonderveröffentlichungen

### Drei kleine Schweinchen im Apfelgarten(Tre små grisar i apelgården)
Drei kleine Schweinchen im Apfelgarten (Tre små grisar i apelgården) ist eine Geschichte von Astrid Lindgren. Sie wurde beim Berliner Handpresse Verlag veröffentlicht. Astrid Lindgren hatte die Geschichte zum 65. Geburtstag von Friedrich Oetinger geschrieben.
Handlung
Erzählt werden die Abenteuer der drei kleinen Schweinchen Fiete, Atti und Heiko. Diese treffen sich jeden Abend unter dem Apfelbaum, der in ihrem Obstgarten steht. Sie reden über Wein und finden, dass 1959 der beste Jahrgang für Wein ist. 1907 ist hingegen der Jahrgang der drei kleinen Schweinchen und damit ist das der beste Jahrgang für kleine Schweinchen.
Hintergrund
Drei kleine Schweinchen im Apfelgarten wurde 1972 von Astrid Lindgren geschrieben. Das Buch wurde für Friedrich Oetingers 65. Geburtstag verfasst. Passend zu seinem Geburtstag gab es eine Auflage von nur 65 Exemplaren. Die ersten dreißig Exemplare wurden als gebundene Vorzugsausgabe herausgebracht. Diese wurden Friedrich Oetinger zu dessen Geburtstag am 21. Juli 1972 überreicht. Astrid Lindgren schrieb den Text zu dem Buch, Karl Kurt Peters übersetzte den Text und Ingrid Jörg illustrierte das Buch. Die drei kleinen Schweinchen in der Geschichte standen für Astrid Lindgren, Friedrich Oetinger und Hein Kohn, die alle im Jahr 1907 geboren sind. Der Pappbildband besteht aus 20 Seiten und ist 29 × 29 cm groß, mit acht fünffarbigen Linolschnitten von Ingrid Jörg. Das Buch wurde ausschließlich in Deutschland publiziert. Es wurde beim Verlag Berliner Handpresse veröffentlicht. Zwei Exemplare befinden sich in Bibliotheken in Leipzig und Stockholm. Das schwedische Originalmanuskript, Tre små grisar i apelgården, befindet sich im Astrid Lindgren Arkiv der Königlichen Bibliothek (Kungliga Biblioteket) in Stockholm.
Ausgabe
- Astrid Lindgren (1972): Drei kleine Schweinchen im Apfelgarten. Berliner Handpresse. Illustriert von Ingrid Jörg
- Manuela Bialek, Karsten Weyershausen (2004): Das Astrid Lindgren Lexikon. Alles über die beliebteste Kinderautorin der Welt. Schwarzkopf & Schwarzkopf. S. 66–67 (Abdruck von drei Seiten aus dem Buch in schwarz–weiß)

## Kurzgeschichten aus Bilderbüchern und Astrid Lindgrens Sammelwerken
- Alle gehen schlafen (Alla ska sova): Die Geschichte wurde ursprünglich als Lied geschrieben. Später wurde das Lied in Form eines Bilderbuchs herausgebracht. Es kann als eine Kurzgeschichte gelesen werden, in der eine Katze beobachtet, wie alle Tiere und Menschen schlafen gehen.
- Allerliebste Schwester (Allrakäraste syster): Barbro hat eine geheime Zwillingsschwester, die in einem Land unter den Rosenbüschen im Garten lebt.
- Als Adam Engelbrecht so richtig wütend wurde, auch Ein smaländischer Stierkämpfer, oder Als Kalle den wilden Stier zähmte (Småländsk tjurfäktare, auch När Adam Engelbrekt blev tvärarg, oder Kalle – den lille tjurfäktaren): Der Stier Adam Engelbrecht wird eines Tages sehr wütend und scheucht die Menschen auf. Nur ein kleiner Junge kann ihn bremsen.
- Als der Bäckhultbauer in die Stadt fuhr, auch Ein Kalb fällt vom Himmel oder Als Johann ein kleines Kälbchen bekam (När Bäckhultarn for till stan, auch När Johan fick en liten kalv): Als der Bäckhultbauer in die Stadt fährt, verliert er ein kleines Kälbchen. Johan findet dieses und ist überglücklich, denn die Kuh seiner Familie ist kürzlich verstorben.
- Der Drache mit den roten Augen (Draken med de röda ögonen): Ein Mädchen findet einen Drachen im Schweinestall und erinnert sich als Erwachsene an dieses Erlebnis zurück.
- Die Elfe mit dem Taschentuch (En natt i maj): Lena bekommt ein wunderschönes Taschentuch geschenkt, dass sie am Abend einer Elfe schenkt.
- Etwas Lebendiges für den lahmen Peter (Nånting levande åt Lame-Kal): Peter hat ein lahmes Bein. Seine beiden Freundinnen Annastina und Stummelchen wollen ihm zu Weihnachten unbedingt ein Katzenjunges schenken.
- Goldi, auch Goldkind (Gull-Pian): Evas Mutter liegt im Krankenhaus. Daher lebt Eva bei ihrer Tante und deren Tochter. Diese behandeln Eva schlecht. So bleibt Eva nur ihre Puppe Goldi.
- Große Schwester, kleiner Bruder (Stora syster och lille bror): Eine große Schwester möchte ihrem Bruder eine Geschichte erzählen. Dieser will aber überhaupt nicht zuhören und erzählt seine eigene Version der Geschichte.
- Gute Nacht, Herr Landstreicher! (Godnatt, herr luffare!): Drei Geschwister lassen eines Tages einen Landstreicher in ihr Haus.
- Im Land der Dämmerung, auch Herr Lilienstengel (I skymningslandet): Göran liegt krank im Bett. Da kommt eines Abends Herr Lilienstengel und nimmt ihn mit ins Land der Dämmerung.
- Im Wald sind keine Räuber, auch Der Räuber Fiolito (Ingen rövare finns i skogen): Peter besucht die Puppe Mimmi in deren Puppenhaus und hilft dieser ihre Perlenkette vor dem Räuber zu schützen.
- Junker Nils von Eka, auch Hört ihr den Kuckuck? (Junker Nils av Eka): Nils liegt krank in seinem Bett, dann findet er sich plötzlich in einer Ritterburg wieder. Er ist Junker Nils von Eka und soll den König befreien.
- Klingt meine Linde (Spelar min lind, sjunger min näktergal): Als Malins Eltern sterben, kommt sie in ein trostloses Armenhaus.
- Kuckuck Lustig (Lustig-gök): Gunnar und Gunilla haben eine ganz besondere Kuckucksuhr.
- Märit (Märit): Als Jonas Petter eines Tages nett zu Märit ist, verliebt sich Märit in diesen, was diesen eher nervt. Dann droht ein Unglück und Jonas Petter droht von einem Stein erschlagen werden.
- Nein, ich will noch nicht ins Bett! (Jag vill inte gå och lägga mig!): Lasse will noch nicht schlafen gehen. Da lässt ihn seine Nachbarin durch ihre Zauberbrille sehen und zeigt ihm, wie die Tiere schlafen gehen.
- Nils Karlsson-Däumling (Nils Karlsson-Pyssling flyttar in): Bertil freundet sich mit Nils Karlsson-Däumling an. Dieser ist winzig klein und lebt in einem kleinen Mauseloch unter Bertils Bett.
- Pelle zieht aus (Pelle flyttar till Komfusenbo): Pelles Vater beschuldigt Pelle seinen Füller gestohlen zu haben, was dieser aber nicht getan hat. Pelle fühlt sich ungerecht behandelt und möchte ins Gartenhäuschen ziehen.
- Peter und Petra (Peter och Petra): Die kleinen Zwergenkinder Peter und Petra möchten in die Schule gehen.
- Polly hilft der Großmutter, auch Polly Patent oder Susi Unverzagt (Kajsa Kavat hjälper mormor): Als Pollys Großmutter sich verletzt, übernimmt Polly deren Aufgaben.
- Die Prinzessin, die nicht spielen wollte (Prinsessan som inte ville leka): Eine Prinzessin hat ein riesiges Spielzimmer mit dem schönsten Spielzeug, aber sie möchte nicht spielen. Dann trifft sie eines Tages ein anderes Mädchen mit einer wunderbaren Puppe.
- Die Puppe Mirabell (Mirabell): Britta-Kajsa bekommt ein Samenkorn, aus dem eine sprechende Puppe wächst.
- Der Räuber Assar Bubbla (Assar Bubbla): Der Räuber Assar Bubbla klaut Astrid Lindgrens Pippi Langstrumpf Skript.
- Rupp Rüpel: das grausigste Gespenst aus Småland (Skinn Skerping – Hemskast av alla spöken i Småland): Eine Großmutter erzählt ihren beiden Enkeln die gruselige Geschichte vom Gespenst Rupp Rüpel.
- Sammelaugust (Lite om Sammelagust): Sammelaugust möchte unbedingt ein Kaninchen haben und versucht Geld dafür zu verdienen.
- Die Schafe auf Kapela (Tu tu tu!): Stina wird ins Reich der Unterirdischen entführt.
- Sonnenau, auch Der rote Vogel (Sunnanäng): Zwei arme Kinder entdecken mit Sonnenau ein wunderschönes Paradies.
- Unterm Kirschbaum (Under körsbärsträdet): Ann erzählt einer alten Dame erfundene Entführungsgeschichte.
- Weihnachten im Stall (Jul i stallet): beschreibt die Weihnachtsgeschichte.
- Wer springt am höchsten?, auch Die Mutprobe (Hoppa högst): Die Mütter zweier Jungen kämpfen darum welcher ihrer Jungen am besten ist. Dieser Konkurrenzkampf überträgt sich auch auf die Jungen.
- Wie wir in Småland Weihnachten feierten, auch Ein Weihnachten in Småland vor langer Zeit (En jul i Småland för länge sen): Astrid Lindgren berichtet über ein Weihnachtserlebnis aus ihrer Kindheit im Jahr 1913.

## Kurzgeschichten über Figuren aus Astrid Lindgrens Buchreihen
Hier werden ausschließlich neue Kurzgeschichten über die Charaktere aus den Buchreihen genannt, keine Bücher oder Kurzgeschichten, die lediglich aus Kapiteln von den jeweiligen Romanen bestehen. Auch komplette Romane, wie beispielsweise Mehr von uns Kindern aus Bullerbü, werden hier nicht aufgeführt. Dazu siehe auch die Liste der Werke von Astrid Lindgren. 
- Bullerbü (Bullerbyn): 
  - Weihnachten in Bullerbü (Jul i Bullerbyn)
  - Lustiges Bullerbü (Vår i Bullerbyn)
  - Kindertag in Bullerbü (Barnens dag i Bullerbyn):
- Ferien auf Saltkrokan (Vi på Saltkråkan)
  - Jule und die Seeräuber (Skrållan och sjörövarna)
- Kinder unserer Erde: 
  - Japi aus Holland (Jackie bor i Holland)
  - Lasse aus Dalarna (Mina svenska kusiner)
  - Lilibet, das Zirkuskind (Lilibet, cirkusbarn)
  - Marko in Jugoslawien (Marko bor i Jugoslavien)
  - Matti aus Finnland (Matti bor i Finland)
  - Noriko-San (Eva möter Noriko-san)
  - Randi aus Norwegen (Randi bor i Norge)
  - Sia wohnt am Kilimandscharo (Sia bor på Kilimandjaro)
  - Wanthai aus Thailand (Noy bor i Thailand)
- Lotta aus der Krachmacherstraße (Lotta på Bråkmakargatan): 
  - Na klar, Lotta kann radfahren (Visst kan Lotta cykla)
  - Lotta kann fast alles (Visst kan Lotta nästan allting)
  - Natürlich ist Lotta ein fröhliches Kind (Visst är Lotta en glad unge)
- Madita (Madicken): 
  - Guck mal, Madita, es schneit (Titta, Madicken, det snöar!)
- Michel aus Lönneberga (Emil i Lönneberga): 
  - Als Klein-Ida auch mal Unfug machen wollte (När lilla Ida skulle göra hyss)
  - Michels Unfug Nummer 325 (Emils hyss nr 325)
  - Nur nicht knausern, sagte Michel aus Lönneberga (Inget knussel, sa Emil i Lönneberga)
- Peter und Lena (Peter och Lena): 
  - Ich will auch Geschwister haben (Jag vill också ha ett syskon)
  - Ich will auch in die Schule gehen (Jag vill också gå i skolan)
- Pippi Langstrumpf (Pippi Långstrump):
  - Kennst du Pippi Langstrumpf? (Känner du Pippi Långstrump?, 1947, deutsch 1961, eigentlich eine Zusammenfassung von Astrid Lindgrens Pippi Langstrumpf Geschichten, aber von Astrid Lindgren verfasst und neu geschrieben)
  - Pippi im Park (Pippi i Humlegården)
  - Pippi Langstrumpf feiert Weihnachten (Pippi Långstrump firar jul)
  - Pippi plündert den Weihnachtsbaum (Pippi har julgransplundring)
  - Pippi außer Rand und Band (På rymmen med Pippi Långstrump)
  - Pippi Långstrump delar ut Solkulor, 1949 (12-seitige Kurzgeschichte über Pippi Langstrumpf, Auftragsarbeit: Werbegeschichte für ein Vitaminpräparat in Broschüre), Illustriert von Ingrid Vang Nyman (die Geschichte wurde 2006 erneut abgedruckt im De Nio. Litterär Kalender 2006, Norstedts Förlag, Stockholm, ISBN 91-1-301654-7 in kleinerer Schrift, mit weniger Illustrationen. Die Geschichte wurde nicht ins Deutsche übersetzt.)
  - Pelles och Pippis Karusell (mit Gösta Knutsson), Hörspiel mit Lindgrens Pippi Langstrumpf und Knutssons Kater Pelle, in gedruckter Form erschienen in der schwedischen Zeitschrift Hörde Ni, Ausgabe 6, 1952, im Radio erstmals gespielt am 5. April 1952 beim Radioprogramm Karusellen des Senders Sveriges Radio. Die Geschichte wurde nicht ins Deutsche übersetzt.
- Tomte Tummetott (Tomten): 
  - Tomte Tummetott (Tomten är vaken)
  - Tomte und der Fuchs (Räven och Tomten)